# 佐良浜港

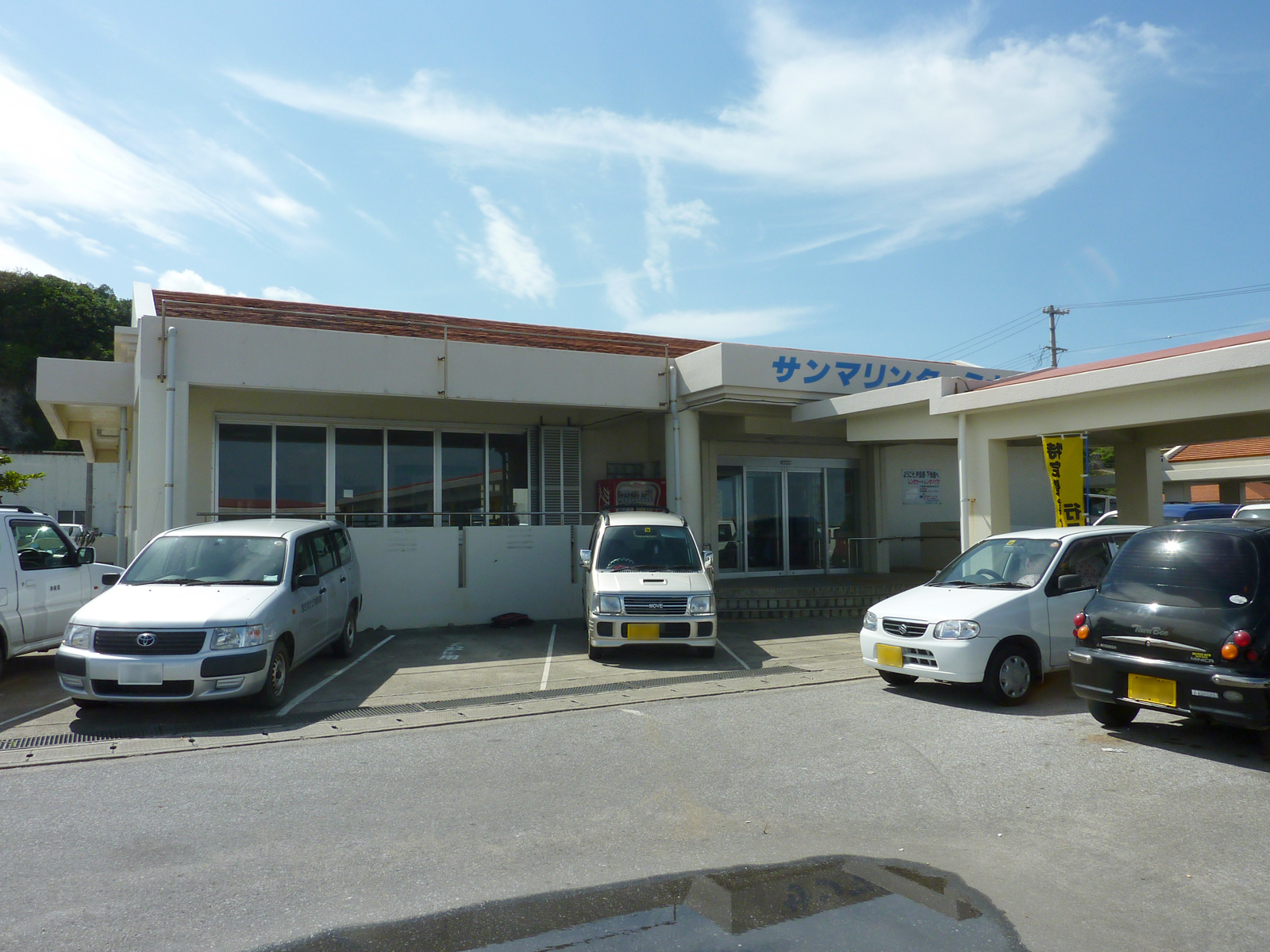
サンマリンターミナル

佐良浜港（さらはまこう）または佐良浜漁港（さらはまぎょこう）は、沖縄県宮古島市の伊良部島の東部に位置する港湾（第2種漁港）である。

## 概要
かつては宮古島の平良港との間に定期航路が就航していたが、伊良部大橋の開通に伴い2015年（平成27年）1月31日に廃止された。旅客向けにサンマリンターミナルと呼ばれる小規模な旅客ターミナルが整備されている。
沖縄県が管理する第2種漁港であり、周辺海域に設置したパヤオ（浮き魚礁）等の近海で行われるカツオ漁の拠点でもある。2018年（平成30年）3月には宮古島市海業支援施設が完成し、5月26日に開所している。この施設には従来の漁協施設の機能に加え、食堂、直売所、加工室、体験室が設けられている。
また、伊良部島及び下地島内を走る幹線道路である沖縄県道90号下地島空港佐良浜線及び沖縄県道204号長山港佐良浜港線の終点であり、島内交通の要衝でもある。

## 沿革
- 1909年（明治42年） - 佐良浜で御幸丸など2隻の漁船（テンマ船）により一本釣りかつお漁業が始まる[7]。
- 明治時代末期 - 島外航路に帆船「キイナカ丸」が就航[8]。
- 1961年（昭和36年）1月13日 - 第1種漁港に指定される[9][10]。
- 1966年（昭和41年） - 合名会社伊良部海運（宮古フェリー株式会社の前身）が宮古-伊良部航路の免許を取得[11]。
- 1978年（昭和53年） - 伊良部離島振興総合センターを新設[12][13]。
- 1979年（昭和54年） - 沖縄県水産業構造改善特別対策事業により鉄筋コンクリート構造の荷さばき施設が建設される（後に2階を増築し、伊良部漁協の事務所とする）[14]。
- 2004年（平成16年）10月1日 - 漁船専用の浮き桟橋（物揚場）の供用が開始される[15]。
- 2005年（平成17年）4月7日 - 離島航路客船待合所「サンマリンターミナル」の供用が開始される[16]。
- 2010年（平成22年）5月16日 - 佐良浜でのかつお漁百周年を記念して記念碑を建立し除幕式を挙行[7]。
- 2012年（平成24年）
  - 3月31日 - 第2種漁港となる[9][17]。
  - 4月 - 漁船専用のくし型浮き桟橋11基が完成。6月から供用開始[18]。
  - 12月27日 - 漁船専用のくし型浮き桟橋5基が完成。翌1月から供用開始[19]。
- 2013年（平成25年）
  - 1月3日 - 伊良部離島振興総合センター解体に際し、「離島振興総合センターを偲ぶ・お別れ会」が関係者により開催[12]。
  - 1月9日 - 伊良部離島振興総合センター、解体工事着手。
- 2014年（平成26年）4月1日 - 伊良部離島振興総合センター跡地に整備された佐良浜漁港前広場の供用が開始される[13]。
- 2015年（平成27年）
  - 1月31日 - 伊良部大橋開通。平良港 - 佐良浜港の定期航路廃止。
  - 10月9日 - 荷さばき施設・事務所施設の老朽化のため伊良部漁協が佐良浜スポーツセンターに移転[14]。
- 2018年（平成30年）5月26日 - 伊良部漁協荷さばき施設・事務所施設跡に、宮古島市海業支援施設が開所。

## かつて存在した定期航路

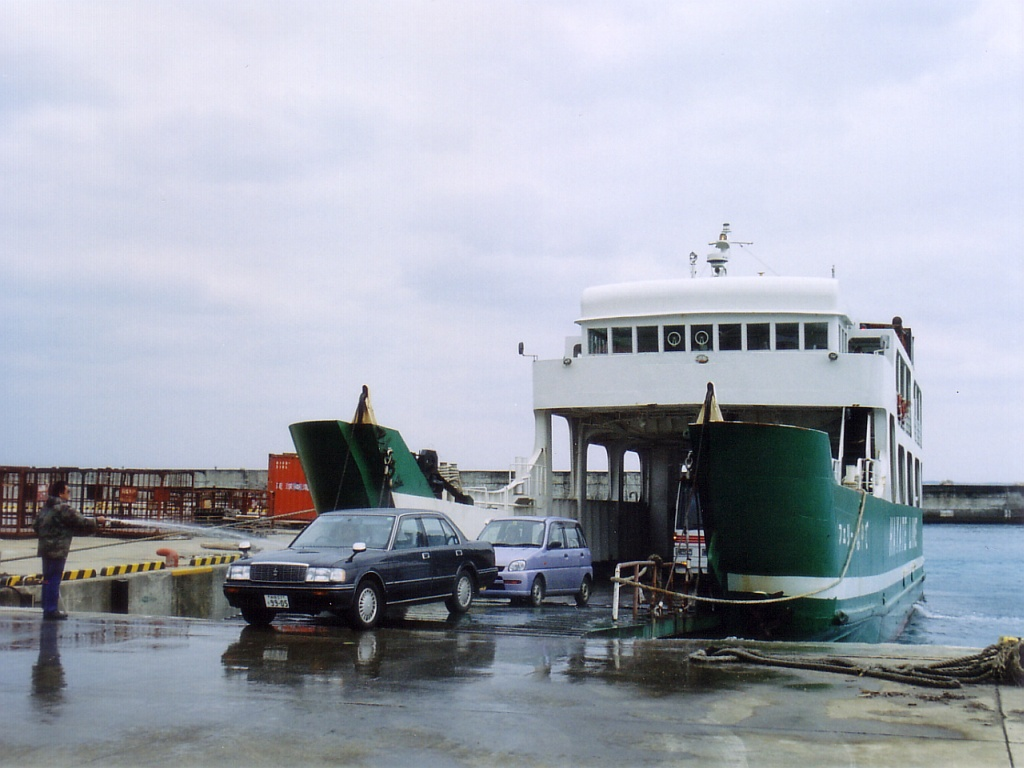
佐良浜港に停泊するフェリーはやて（2005年）

伊良部島 - 宮古島間には、明治時代末期に渡口港に「バトンミ丸」、佐良浜港に「キイナカ丸」の帆船2隻が就航。1920年頃には渡口航路、その2、3年後には佐良浜航路にそれぞれ発動機船が就航した。
第二次世界大戦後には米軍からの払い下げの船舶が就航し、その後、佐良浜航路に「第3旭丸」、「雄勝丸」、長山港航路に「勝幸丸」が就航し競争が過熱した。
1966年（昭和41年）には、宮古フェリーの前身の伊良部海運が宮古-伊良部航路の免許を取得。その後は宮古フェリーとはやての2社が平良港-佐良浜港間の定期船を運航してきた。しかし、伊良部大橋の開通に伴い、定期航路は2015年（平成27年）1月31日に廃止された。
- 平良港（宮古島）
- 宮古フェリー
  - 高速旅客船 - うぷゆう（1日11-12往復） 所要時間約15分
  - カーフェリー - ゆうむつ（1日6往復） 所要時間約25分
- はやて
  - 高速カーフェリー - スーパーライナーはやて（1日11往復） 所要時間約10分
  - カーフェリー - フェリーはやて（1日7往復） 所要時間約25分